# Serena Autieri
Serena Autieri (Nápoles, 4 de abril de 1976) es una actriz y cantante italiana. Junto a Pippo Baudo y Claudia Gerini presentó el Festival de la Canción de San Remo en 2003.

## Carrera
Autieri nació en Nápoles. De niña estudió ballet y canto.
El 14 de abril de 2003 lanzó su álbum debut Anima Soul. Su debut televisivo fue en 1998 en la telenovela Un posto al sole, transmitida por RAI Tre. Autieri hizo su primera aparición en el escenario en 2002 en el musical Bulli e pupe. Al año siguiente, en 2003, fue coanfitriona del Festival de la Canción de San Remo, televisado a nivel nacional, junto al presentador Pippo Baudo y la actriz Claudia Gerini. En 2004 tuvo su primer papel protagónico en una película importante en Sara May, dirigida por Marianna Sciveres. Ha tenido papeles en varias telenovelas y miniseries de televisión. Estos incluyen La maledizione dei templari ("La maldición de los templarios"), en la que interpretó a Clemencia de Hungría, y L'onore e il rispetto ("Honor y respeto"), donde interpretó el papel de Olga.
En 2013, Autieri proporcionó las partes de canto y conversación para Elsa, la reina de las nieves en el doblaje italiano de la película de animación de Disney, Frozen.

## Filmografía

### Cine
- Sara May (2004)
- Notte prima degli esami (2007)
- Liolà (2008)
- L'ultimo Crodino (2008)
- Natale in Sudafrica (2010)
- Femmine contro maschi (2011)
- Frozen (2013)
- Frozen 2  (2019)